# 巴拉那州圣马诺埃尔
巴拉那州圣马诺埃尔（葡萄牙語：São Manoel do Paraná）是巴西巴拉那州的一个市镇。总面积95.382平方公里，总人口2163人，人口密度22.7人/平方公里。